# Souvláki

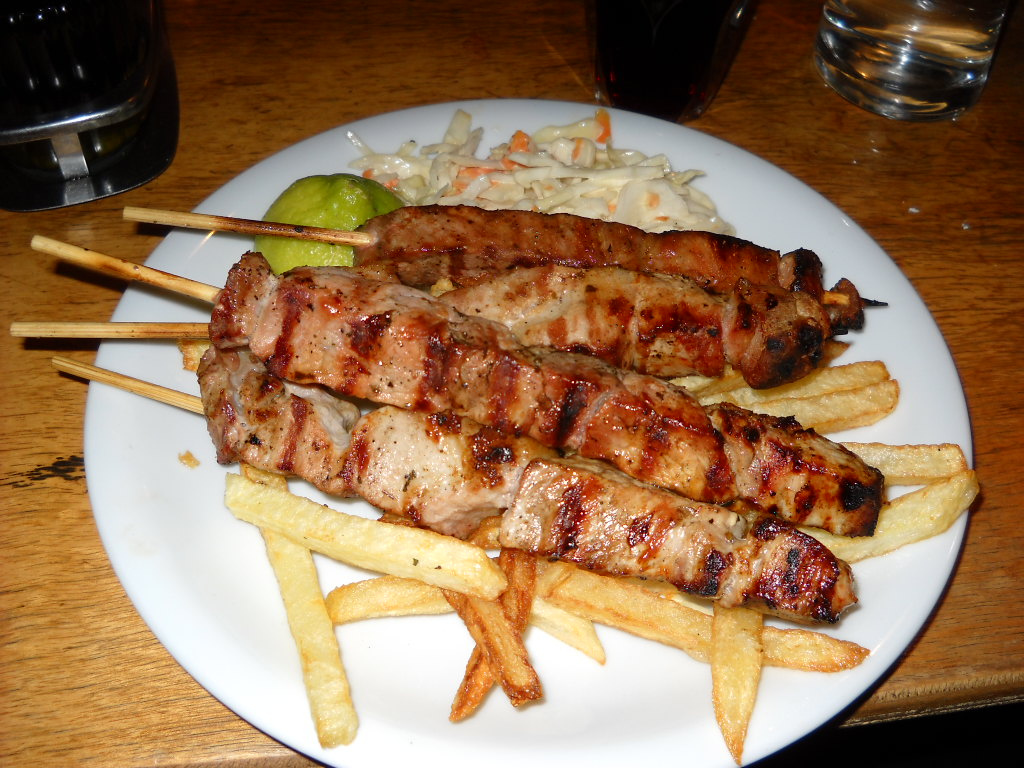
Assiette de souvláki.

Le souvláki (en grec σουβλάκι (au pluriel : souvlakia), « brochette ») ou sufllaqe (en albanais) est un plat grec composé de petits morceaux de viande et souvent de légumes grillés sur une brochette. Il peut être servi en brochette, dans un pain pita ou dans une assiette avec une garniture.
La viande est habituellement du porc en Grèce et à Chypre. Dans d'autres pays, mais aussi pour les touristes, le souvlaki peut aussi être fait avec d'autres viandes, telles que de l'agneau, du mouton, du bœuf, du poulet et parfois du poisson (plus particulièrement, de l'espadon).
Dans certaines régions, notamment à Athènes et dans le sud de la Grèce, le nom souvláki désigne le sandwich constitué de viande grillée à la broche (gyros), servie enveloppée dans une pita, le nom désignant la brochette étant alors kalamaki (petit roseau).
Ce plat est aussi très apprécié en Albanie notamment dans le sud.

## Histoire

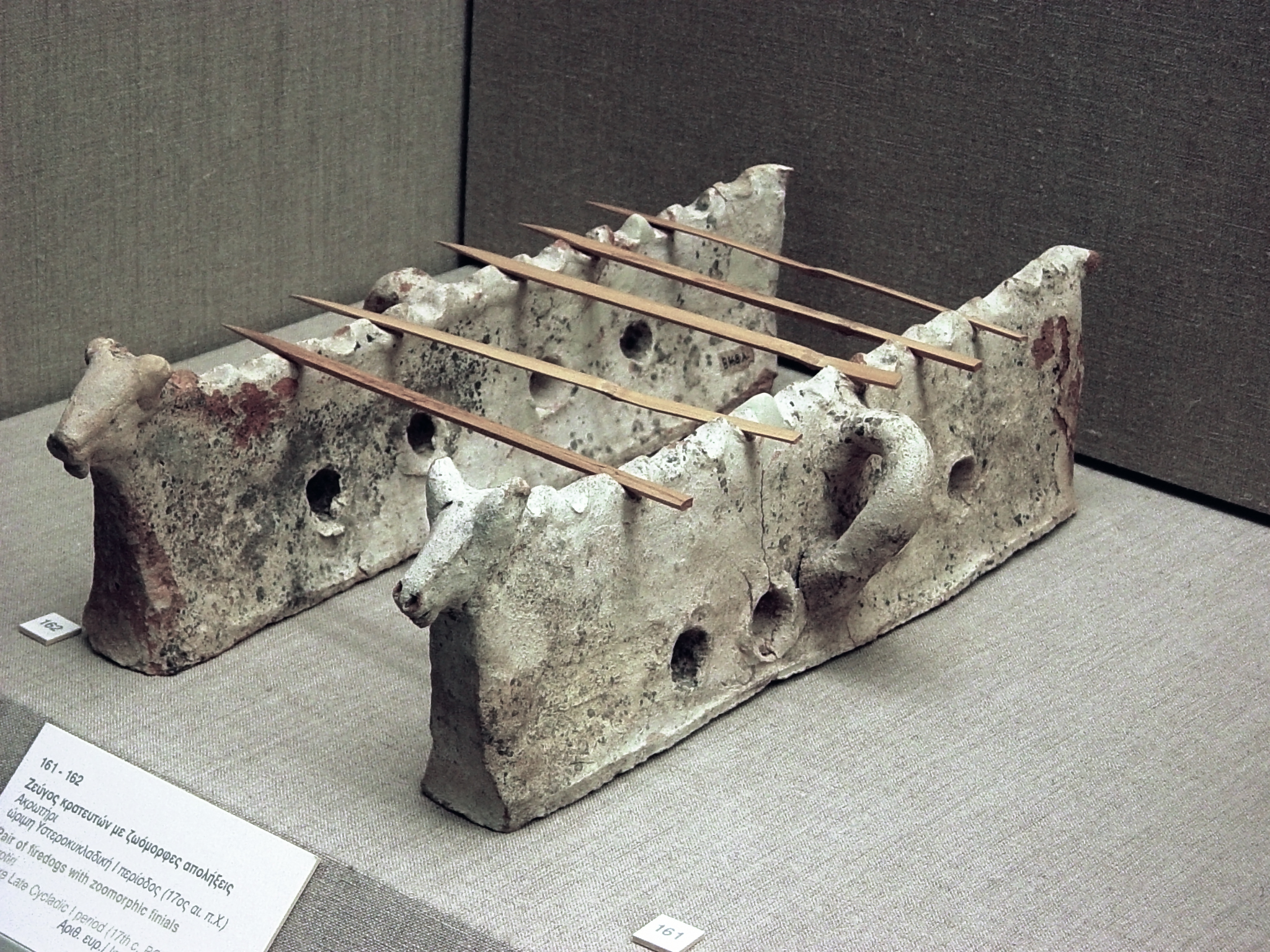
Supports de barbecue antique découverts à Akrotiri (Santorin).

L'existence des brochettes remonte à la Grèce antique ; elles étaient connues sous le nom d'ὀβελίσκος (obeliskos), diminutif d'ὀβελός (obelos), « broche », mentionné notamment dans les œuvres d'Aristophane, Xénophon, Aristote, etc. La brochette de viande existait à l'époque archaïque, comme l'atteste Homère,,. Les fouilles faites à  Akrotiri (Santorin) par le professeur Christos G. Doumas ont déterré des ensembles de pierres à barbecue pour les brochettes (en grec κρατευταί krateutai) antérieurs au XVIIe siècle Chaque support possède des encoches pour la pointe des brochettes, tandis qu'à la base de petites ouvertures fournissent l'oxygène aux charbons afin qu'ils restent allumés lors de l'utilisation.

## Préparation

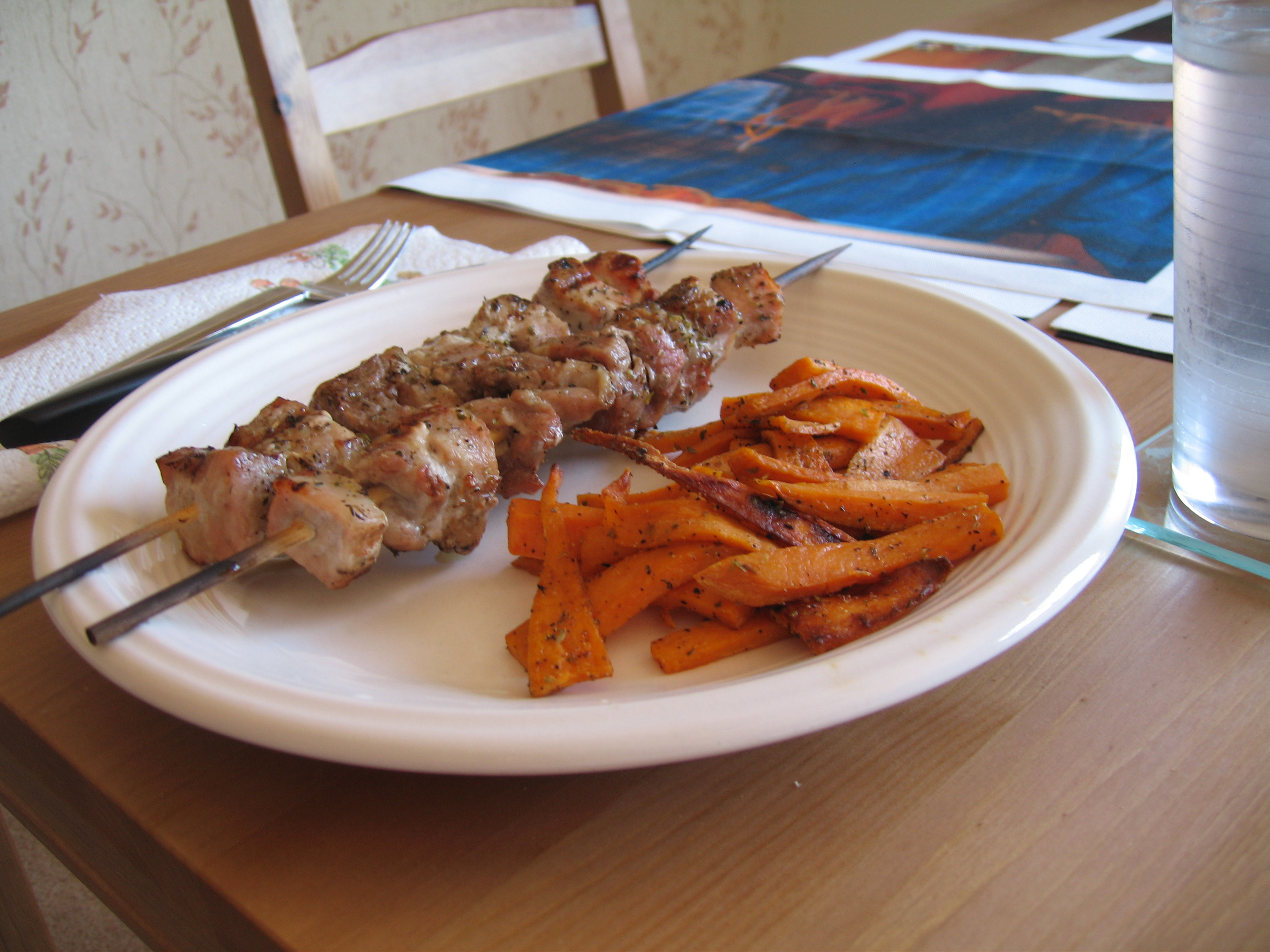
Souvlakia frites à domicile.

La viande est coupée en petits dés, marinée pendant une nuit dans du jus de citron et de l'huile d'olive avec des herbes et des aromates (origan, thym). Elle est ensuite piquée sur des brochettes en bois puis grillée sur des charbons de bois, le tout généreusement salé et poivré. 

## Présentation
Les brochettes peuvent être servies telles quelles en portion (merida) dans une assiette avec des frites, des légumes, de la sauce tzatzíki et une pita coupée en morceaux, ou bien sous forme de sandwich. Dans ce cas, la brochette est ôtée et les morceaux de viande sont enveloppés dans un pain pita légèrement grillé, garni de tomates en tranches, d'oignons, de sauce tzatzíki et généralement de frites.

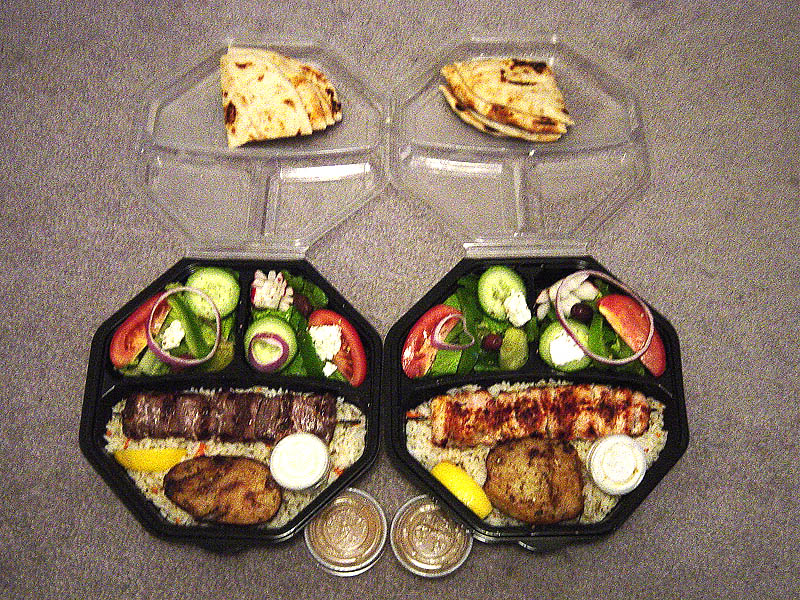
Assiette de souvlaki à emporter à Ottawa.

Lorsque le poulet remplace la viande de porc, la sauce tzatzíki et les oignons sont remplacés par une sauce spéciale et de la laitue pour s'adapter au goût de la viande. D'autres garnitures et sauces sont possibles : notamment la laitue, le paprika, les frites, le ketchup et la moutarde, même s'ils sont considérés comme une hérésie par les puristes.
Un souvláki emballé dans deux pitas est appelé diplopito, une portion de viande double dikalamo (double-brochette).
À Athènes et dans la Grèce méridionale, ce sandwich est appelé pita-kalamaki, le nom souvlaki désignant le sandwich au gyros.
Une autre différence entre la Grèce du Sud et celle du Nord est que le souvláki ap'ola (souvlaki avec tout) inclura de la sauce tzatzíki à Athènes, mais pas à Thessalonique. Dans le nord de la Grèce, les sauces qui peuvent accompagner le souvláki sont le tzatzíki, le tirokautéri, kipourou et agouromayoneza. À Corfou, une sauce tomate spéciale est ajoutée au souvláki, la « sauce rouge » (kokini saltsa : κόκκινη σάλτσα).

## Dénominations régionales
La terminologie utilisée à Thessalonique et dans la plupart des régions du nord de la Grèce est différente de celle d'Athènes. Le mot kalamaki est tourné en dérision et une blague suggère que tout Athénien ou autre sudiste qui visite Thessalonique et demande un kalamaki se verra moqué : il lui est donné une « paille » (également appelée kalamaki).
À Chypre, le souvláki désigne les petits morceaux de viande sur une broche, ainsi que l'ensemble enveloppé dans le pain et la salade. Une grande pita est utilisée et présente une séparation, telle une poche au milieu, de sorte qu'elle n'est pas enroulée autour de la viande ni de la salade. Celui-ci contient un souvláki d'agneau, de porc ou de poulet ou, plus récemment, avec ou à la place un sheftalia, avec des tomates, des concombres et du chou blanc mélangés à l'intérieur. La laitue est rarement ajoutée, excepté pour les touristes. L'oignon cru et le persil sont très populaires dans le souvláki chypriote mais aussi les poivrons verts ou rouges en pickles et d'autres produits grillés comme les champignons et du fromage halloumi. Comme tous les plats de viande grillée à Chypre, les souvlakia sont toujours accompagnés de quarts ou de demi citrons frais, ainsi que de yogourt nature épais ou du tzatzíki en accompagnement. La viande est coupée en morceaux un peu plus grands à Chypre et la pita contient plus d'ingrédients.
La taille des portions est normale ou « renforcée » (enischimeni). La pita dans laquelle le souvláki est servi est un peu plus épaisse que la pita qu'on peut trouver ailleurs.